# NGC 3571
NGC 3571 је спирална галаксија у сазвежђу Пехар која се налази на NGC листи објеката дубоког неба.
Деклинација објекта је - 18° 17' 24" а ректасцензија 11h 11m 30,4s. Привидна величина (магнитуда) објекта NGC 3571 износи 12,2 а фотографска магнитуда 13,1. NGC 3571 је још познат и под ознакама NGC 3544, ESO 570-11, MCG -3-29-1, PGC 34028.